# نهائي كأس إسكتلندا 1992
نهائي كأس اسكتلندا 1992 هي المباراة النهائية من منافسة كأس المملكة المتحدة 1991–92، أقيمت المباراة في 9 مايو 1992، في هامبدن بارك، بين فريقي نادي رينجرز، ونادي أردريونيانز، وفاز فيها نادي رينجرز، بعد أن هزم نادي أردريونيانز، بنتيجة 2 - 1، وكان حكم المباراة دوغلاس هوب، وحضر المباراة 44045 شخصاً.

## تفاصيل المباراة
لعبت المباراة النهائية في 9 مايو 1992.
| نادي رينجرز | 2 -1 | No ID |
| ----------- | ---- | ----- |
|             |      |       |